# Штольпе, Манфред
Ма́нфред Што́льпе (нем. Manfred Stolpe; 16 мая 1936, Штеттин — 29 декабря 2019) — немецкий государственный деятель, бывший министр транспорта и строительства. Премьер-министр земли Бранденбург в 1990—2002 годах.

## Биография
В 1955—1959 годах Штольпе изучал юриспруденцию в Йенском университете. С 1959 года работал в лютеранской церкви в Берлине-Бранденбурге, одновременно учась в Свободном университете Берлина.
Между 1962 и 1969 годами был руководителем конторы по организации церковных конференций ГДР. После чего становится главой секретариата Федерации лютеранских церквей Германской Демократической Республики. Пробыв на этом посту до 1981 года. В это же время он назначается Всемирным советом церквей в комиссию по международным отношениям.
В 1982 году Штольпе занял пост президента Консистории Восточного региона лютеранской церкви в Берлине-Бранденбурге, и, как член административного совета по организации церковных конференций ГДР, он одновременно был одним из двух заместителей председателя Федерации Лютеранских Церквей. Эти посты он сохраняет вплоть до 1990 и 1989 года соответственно.
В июле 1990 года Штольпе вступил в Социал-демократическую партию Германии (СДПГ) и 14 октября того же года был избран в ландтаг Бранденбурга. Вскоре после этого, 1 ноября 1990 года, был назначен премьер-министром земли Бранденбург. Дважды переизбирался, на этой должности он пробыл до конца июня 2002 года.
После выборов в бундестаг 2002 года Штольпе был приглашён в федеральное правительство Герхарда Шрёдера в качестве министра транспорта, строительства и жилищного хозяйства. В этой роли он запомнился в первую очередь как инициатор развития транспортной системы Восточной Германии.

## Награды
- Большой крест со звездой ордена «За заслуги перед Федеративной Республикой Германия» (1999 год)
- Командор со звездой ордена Заслуг перед Республикой Польша (2002 год)
- Нагрудный знак МИД России «За взаимодействие» (2014 год)[4]
- Премия имени Йозефа Хааза (2002 год)[5]

## Публикации
- Манфред Штольпе. «Бранденбург приглашает к сотрудничеству» (рус.)
- Wege Und Grenzen Der Toleranz: Edikt Von Potsdam, 1685-1985 (нем.). — Berlin: Evangelische Verlagsanstalt, 1987. — 152 p. — ISBN 3-374-00140-8.

- Den Menschen Hoffnung geben. Reden Aufsätze, Interviews aus zwölf Jahren (нем.). — Berlin: Wichern, 1991. — 294 p. — ISBN 3-88981-051-9.
- Schwieriger Aufbruch (нем.). — Berlin: Wolf Jobst Siedler, 1992. — 286 p. — ISBN 3-88680-435-6.
- Demokratie wagen - Aufbruch in Brandenburg. Reden, Beiträge, Interviews 1990-1993 (нем.). — Berlin: Schüren, 1994. — 240 p. — ISBN 3-89472-096-4.
- Sieben Jahre, sieben Brücken. Ein Rückblick in die Zukunft (нем.). — Berlin: Wolf Jobst Siedler, 1997. — 190 p. — ISBN 3-88680-626-X.